# The Hall

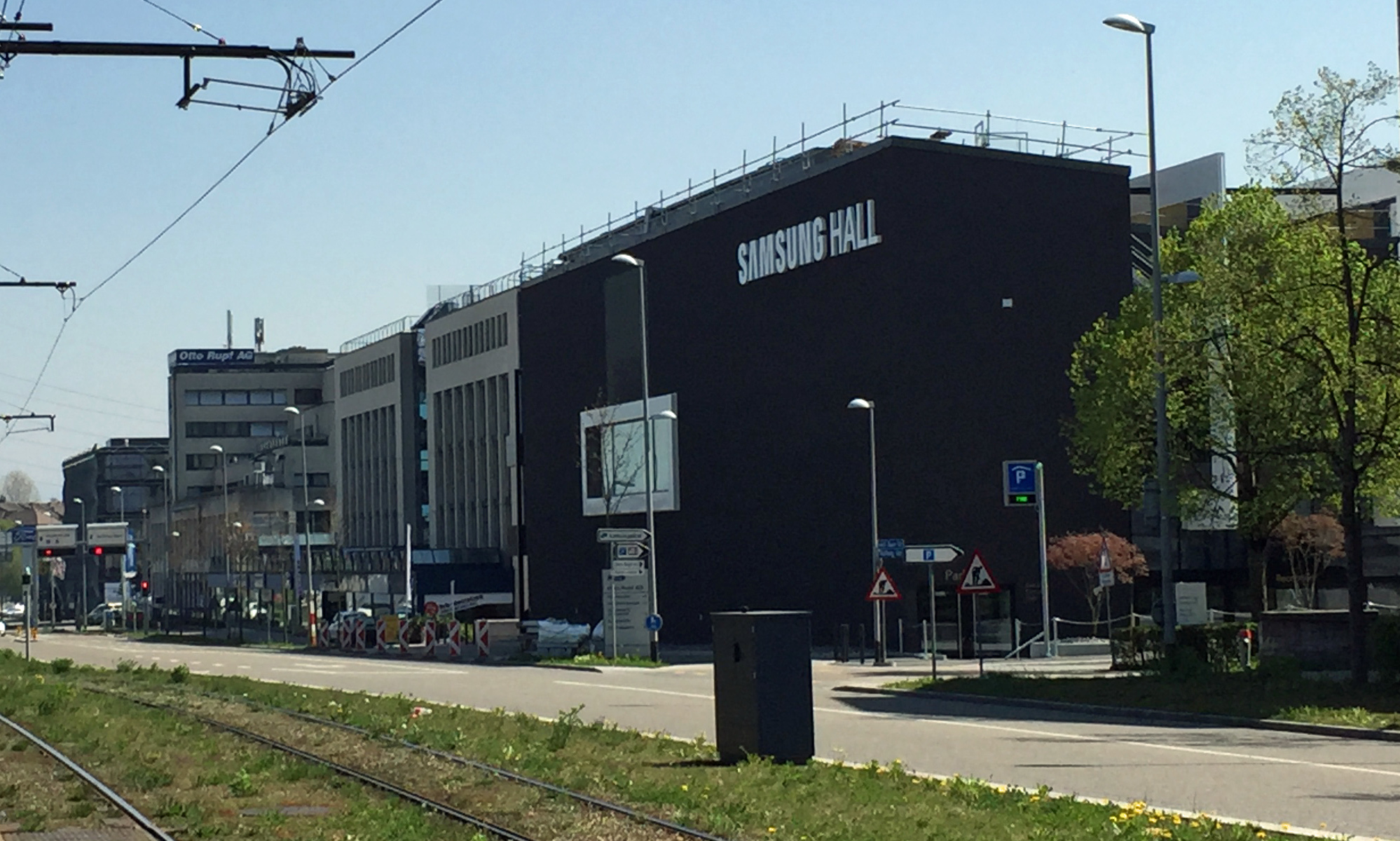
The Hall

El The Hall (anteriormente conocido como Samsung Hall) es una sala de eventos ubicada en Dübendorf, Zúrich, Suiza inaugurada el 27 de enero de 2017. Con su capacidad de 5062 espectadores, es la segunda sala más grande de la ciudad, solo por detrás del Hallenstadion.
El recinto posee tres salas para ofrecer eventos: «Hall», la principal y más grande, en un espacio de 2000m² de piso bajo un balcón de 1000 espectadores sentados, permitiendo acomodar según el tipo de evento la configuración del lugar, permitiendo capacidades entre los 1000 y 5062 espectadores. «Loft», una cercana y cálida sala para eventos de hasta 660 personas. «Loft Terrace», una terraza para eventos. Además cuenta con el «Studio», un estudio de televisión de alta tecnología con una capacidad para un público de 150 personas.